# Colin Joyce
Colin Joyce   (Pocatello, 6 d'agost de 1994) és un ciclista estatunidenc, professional des del 2017.

## Palmarès
- 2010
  -  Campió dels Estats Units de contrarellotge cadet
- 2012
  - 1r a la Volta a Irlanda júnior i vencedor d'una etapa
- 2016
  - Vencedor d'una etapa al Tour d'Alberta
- 2017
  - 1r a la North Star Grand Prix i vencedor d'una etapa
- 2018
  - Vencedor d'una etapa a l'Arctic Race of Norway
- 2019
  - 1r a la Rutland-Melton Cicle Classic
- 2021
  - Vencedor d'una etapa a la Volta a Dinamarca